# Medalla per l'Alliberament de Belgrad
La Medalla per l'Alliberament de Belgrad (Rus: Медаль «За освобождение Белграда» - Transliterat: Medal "Za osvobozhdenie Belgrada") és una medalla de la Guerra Ofensiva de la Gran Guerra Patriòtica, creada el 9 de juny de 1945 per Stalin i atorgada a tots els soldats de l'Exèrcit Roig, Marina, Tropes del Ministeri de l'Interior (MVD) i Tropes del Comitè de Seguretat de l'Estat (NKVD) que van participar en l'alliberament de Belgrad del 29 de setembre del 1944 fins al 22 d'octubre de 1944, així com els organitzadors i els caps de les operacions de combat durant l'alçament de la ciutat.
Va ser instituïda pel decret de la Presidència del Soviet Suprem de l'URSS del 9 de juny de 1945, confirmant-se el disseny, descripció i reglaments a la Gaseta del Soviet Suprem de l'URSS n.34 de 1945.
Va ser atorgada sobre unes 70.000 vegades. Penja a l'esquerra del pit, i se situa després de la Medalla per la Conquesta de Berlín.
Juntament amb la medalla s'atorgava un certificat acreditatiu.
El 19 d'abril de 1945,el General d'Exèrcit Hrulev, ordenà al Comitè Tècnic d'Intendència elaborar els projectes de les medalles per la conquesta i l'alliberament de les ciutats fora dels límits de l'URSS. Es van presentar 5 dissenys a concurs, en els quals l'element principal del disseny havia de ser la llegenda "Per l'Alliberament de Belgrad", i dels quals només 2 incloïen l'estrella al centre. L'autor del projecte definitiu va ser el pintor A.I. Kuznetsov, autor també d'altres condecoracions.
Segons decret de 5 de febrer de 1951, un cop traspassava el posseïdor la família es quedava amb la medalla i el seu certificat.
Als anys 50, després de l'empitjorament de les relacions entre el govern soviètic i la Iugoslàvia de Tito, s'ordenà als soldats que havien rebut la medalla per l'Alliberament de Belgrad que la canviessin per la Medalla pel Servei de Combat.

## Disseny
La medalla està fabricada en llautó, i té un diàmetre de 32mm.
A l'anvers apareix la inscripció "ЗА ОСВОБОЖДЕНИЕ" (Per l'Alliberament) en semicercle, i "БЕЛГРАДА" (Belgrad). Tota la medalla està envoltada per una corona de llorer. A la punta hi ha una estrella de 5 puntes. Al revers apareix la inscripció "20 ОКТЯБРЯ 1944" (20 d'octubre de 1944) data del final de la conquesta de Belgrad, a sota d'una estrella de 5 puntes.
La medalla se suspèn sobre un galó pentagonal de seda de muaré verda de 24mm d'ample, amb una franja central negre de 8mm d'ample.